# Tropis
Tropis (altgriechisch τρόπις „Schiffskiel“) ist eine Serie von Tagungsbänden zum antiken Schiffbau. Die Reihe publiziert die Beiträge einer Serie von interdisziplinären Symposien namens International Symposium on Ship Construction in Antiquity, die von 1985 bis 2008 in unregelmäßigen Abständen vom Hellenic Institute for the Preservation of Nautical Tradition veranstaltet wurden und an der internationale Unterwasserarchäologen, Klassische Altertumsforscher und weitere Wissenschaftler teilnahmen. Die Beiträge sind hauptsächlich auf Englisch oder Französisch verfasst. Tropis wird von Harry Tzalas, dem Präsidenten des Institutes, herausgegeben und ist teilweise vom griechischen Kulturministerium finanziert. Bislang sind die Bände I bis VII erschienen, die Bände VIII bis X wurden bisher nicht veröffentlicht.

## Bände
- Tropis I: 1st International Symposium on Ship Construction in Antiquity. Piräus 1985 (Hellenic Institute for the Preservation of Nautical Tradition, Athens 1989).
- Tropis II: 2nd International Symposium on Ship Construction in Antiquity. Delphi 1987 (Hellenic Institute for the Preservation of Nautical Tradition, Athens 1990).
- Tropis III: 3rd International Symposium on Ship Construction in Antiquity. Athen 1989 (Hellenic Institute for the Preservation of Nautical Tradition, Athens 1995).
- Tropis IV: 4th International Symposium on Ship Construction in Antiquity. Athen 1991 (Hellenic Institute for the Preservation of Nautical Tradition, Athens 1996).
- Tropis V: 5th International Symposium on Ship Construction in Antiquity. Nauplia 1993 (Hellenic Institute for the Preservation of Nautical Tradition, Athens 1999).
- Tropis VI: 6th International Symposium on Ship Construction in Antiquity. Lamia 1996 (Hellenic Institute for the Preservation of Nautical Tradition, Athens 2001).
- Tropis VII: 7th International Symposium on Ship Construction in Antiquity. Pylos 1999 (Hellenic Institute for the Preservation of Nautical Tradition, Athens 2002).
- Tropis VIII: 8th International Symposium on Ship Construction in Antiquity. Hydra 2002 (Hellenic Institute for the Preservation of Nautical Tradition, Athens 2002).

noch nicht publiziert:
- Tropis IX: 9th International Symposium on Ship Construction in Antiquity. Ayia Napa 2005.
- Tropix X: 10th International Symposium on Ship Construction in Antiquity. Hydra 2008.